# Cis-hidroxilación de Woodward
La cis-hidroxilación de Woodward (también conocida como reacción de Woodward) es la reacción química de los alquenos con yodo y acetato de plata en ácido acético húmedo para formar cis-dioles. (conversión de olefina en cis-diol)
La reacción lleva el nombre de su descubridor, Robert Burns Woodward.
Esta reacción ha encontrado aplicación en la síntesis de esteroides.

## Mecanismo de reacción
La reacción del yodo con el alqueno es promovida por el acetato de plata, formándose así un ion yodinio (3). El ion yodinio se abre a través de la reacción S N 2 con ácido acético (o acetato de plata) para dar el primer intermedio, el yodoacetato (4). Mediante asistencia anquimérica, el yodo se desplaza a través de otra reacción SN2 para dar un ion oxonio (5), que posteriormente se hidroliza para dar el monoéster (6).